# 한신 전기철도 5001계 전동차 (2대)

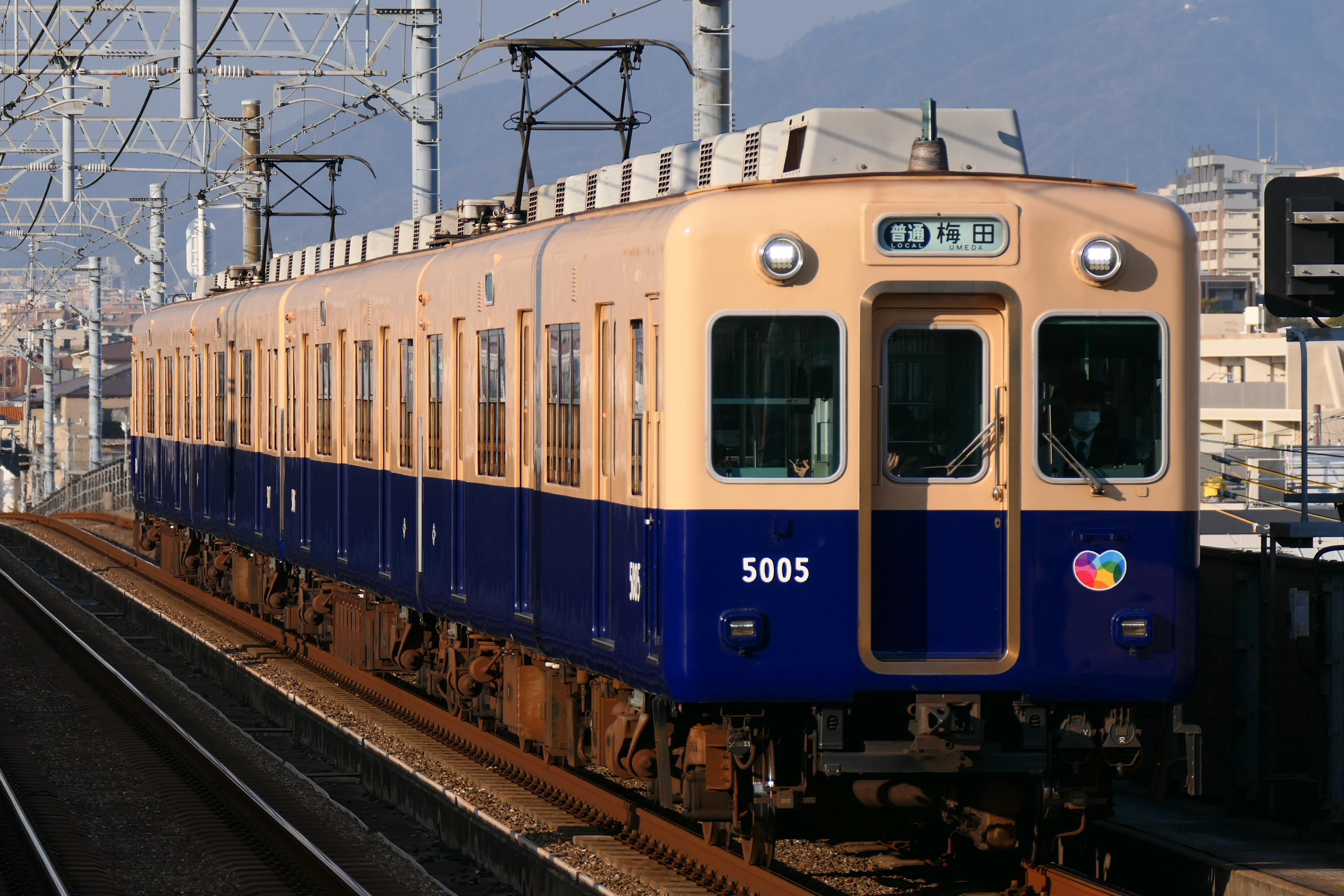
5001계

한신 전기철도 5001계 전동차(일본어: 阪神電鉄5001系電車)는 일본의 한신 전기 철도가 보유하는 철도차량이다.

## 차량 개요

### 외부
외관은 3801, 3901형과 비슷한 형태이다. 1977년 증편된 3905편성과 마찬가지로 기존 차량보다 운전대가 넓고 승무원실 문은 폭과 높이가 5cm씩 확대되었으며, 차체 길이는 10cm 더 길어졌다.

### 내부
좌석은 롱시트이며, 다른 일반형 차량과 동일한 구조로 통일되어 있다.

## 운영
제1편성인 5001 - 5002 2연은 1977년 3월 14일, 제2편성인 5003 - 5004 2연은 4월 15일에 각각 준공되어 4월 20일부터 4량 편성으로 운행을 개시했다. 대체 차량으로 5001형(1대) 및 5201형 5201 - 5202 '제트 실버'가 3월 11일자로 폐차되었다.
2021년 4월까지는 폐차가 발생하지 않아 4량 편성 8편성 32량 전 차량이 재적하고 있었으나, 노후화와 배리어 프리 대응 추진으로 5009F가 이듬해 5월에 처음으로 폐차된 이후 5700계 투입에 맞춰 순차적으로 폐차가 진행되어 같은 해 6월 5029F의 폐차와 함께 한신전철에서 전구식 전조등이 사라졌다. 이후에도 폐차가 진행되어 마지막 남은 5025F 1편성 4량도 2025년 2월 10일을 끝으로 완전 퇴역할 이다

## 편성표
| ←우메다 | ←우메다 | 산노미야→ | 산노미야→ | 비고         | 폐차                                                     |
| ------- | ------- | --------- | --------- | ------------ | -------------------------------------------------------- |
| 5001    | 5002    | 5003      | 5004      | 전조등 LED화 | 2023년 12월 16일                                         |
| 5005    | 5006    | 5007      | 5008      | 전조등 LED화 | 2022년 6월 3일                                           |
| 5009    | 5010    | 5011      | 5012      | 전조등 LED화 | 2021년 5월 13일(5009, 5010) 2021년 5월 14일 (5011, 5012) |
| 5013    | 5014    | 5015      | 5016      | 전조등 LED화 | 2024년 1월 27일                                          |
| 5017    | 5018    | 5019      | 5020      | 전조등 LED화 | 2024년 3월 1일                                           |
| 5021    | 5022    | 5023      | 5024      | 전조등 LED화 | 2022년 6월 18일                                          |
| 5025    | 5026    | 5027      | 5028      | 전조등 LED화 | 2025년 3월 18일                                          |
| 5029    | 5030    | 5031      | 5032      |              | 2021년 6월 21일(5029, 5030) 2021년 6월 22일 (5031, 5032) |